# Oederemia incomposita
Oederemia incomposita là một loài bướm đêm trong họ Noctuidae.